# Mjöllnir

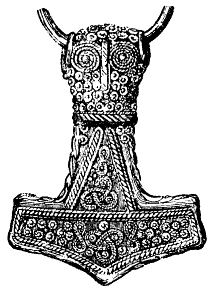
Disegno di un ciondolo di epoca germanica rappresentante il Mjöllnir.

Nella mitologia norrena, il Mjöllnir, sovente semplificato in Mjolnir (lett. "molinatore" o "frantumatore" dal verbo mjöll, "frantumare", e -nir, suffisso di aggettivo), chiamato anche Martello di Thor, è l'arma tipicamente brandita da Thor, il dio personificante il fulmine e il tuono. È in genere rappresentato originariamente come un martello. È realizzato dai nani, o, secondo l'Edda in prosa di Snorri Sturluson del XIII secolo, dal nano Sindri per una disputa con il dio Loki su chi avesse potuto creare l'arma più meravigliosa per gli dèi.
Il suo significato simbolico, teologico, è comparabile a quello del Vajra vedico (il "fulmine" o "diamante", arma di Indra). Esso rappresenta dunque la struttura fondamentale della realtà nella sua scaturigine dal principio divino originante, un significato che è anche quello dell'Yggdrasill o dell'Irminsul, albero del cosmo.
L'Edda di Snorri descrive le qualità del Mjöllnir dicendo che, possedendolo, il dio Thor «sarebbe stato in grado di colpire quanto fermamente volesse, qualsiasi fosse il suo bersaglio, e il martello non avrebbe mai fallito, e se lanciato a qualcosa, non l'avrebbe mai mancato e non sarebbe mai volato tanto lontano dalla sua mano da non poter tornare indietro, e, quando lo avesse voluto, esso sarebbe diventato tanto piccolo da poter essere custodito sotto la tunica».
Come Thor, anche il Mjöllnir gode oggi di popolarità grazie alla sua frequente presenza nei mezzi di comunicazione di massa (fumetti, videogiochi, film, ecc.), reinterpretati in chiave moderna e spesso banalizzata.

## Descrizione

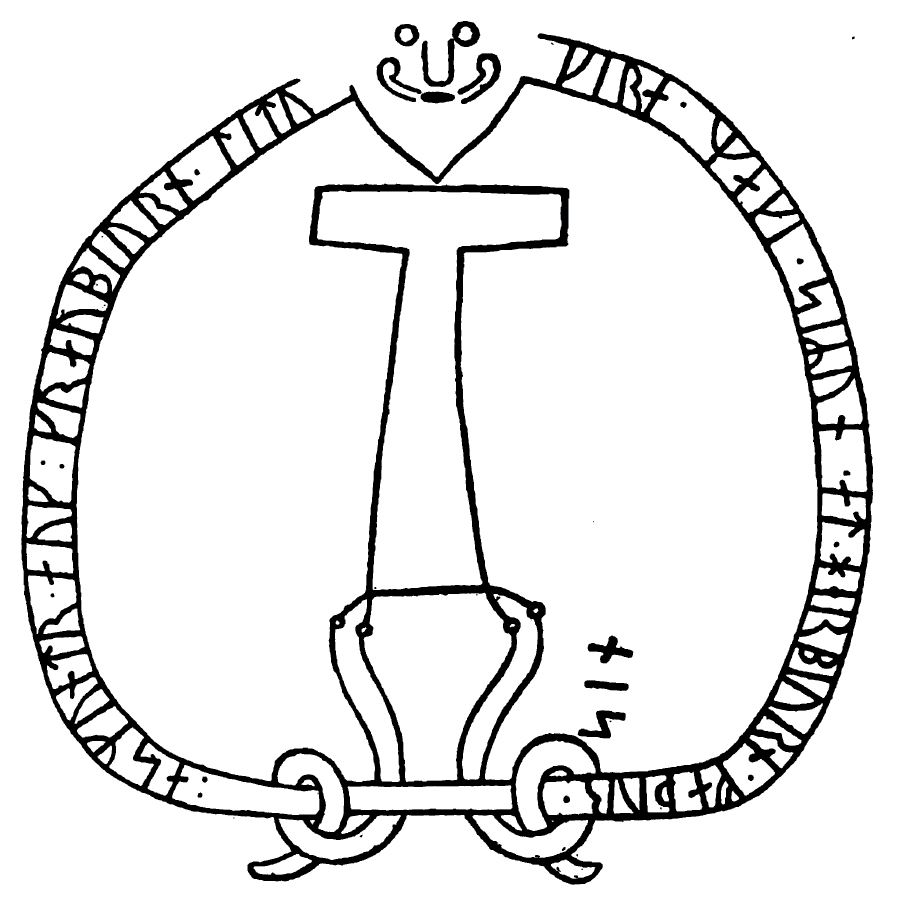
Il Mjolnir in guisa di Albero del Mondo o Axis Mundi (Pilastro Cosmico) da un'iscrizione runica ad Åby, Uppland, Svezia.

L'aspetto di Mjöllnir non viene approfonditamente descritto nelle fonti mitologiche norrene, tanto quanto non vengono minuziosamente descritte le armi degli altri dèi Asi, come la magica lancia di Odino, Gungnir, o la spada di Týr. Gli antichi scaldi norreni hanno infatti profuso molta più attenzione nella descrizione dei sovrannaturali poteri di queste armi, invece che della loro foggia. Del martello fatato sappiamo però che aveva il manico un po' corto, sua unica mancanza, e che era dotato di "occhi", presumibilmente incisi sulla testa in metallo o sull'impugnatura.
Il materiale iconografico vichingo ci ha lasciato diverse testimonianze esteriori del Mjöllnir, principalmente sotto forma di monili. Tra le varie pietre runiche, l'unica degna di nota per la cura nella resa del martello di Thor è il reperto svedese di Stenkvista, nella zona Skogstorp (contea di Södermanland); tutte le altre semplificano al massimo la foggia del Mjöllnir, in alcuni casi ridotto a un oggetto a metà strada tra il martello e la scure.
I monili in foggia di Mjöllnir ci testimoniano e confermano le informazioni fornite dai racconti mitologici. L'arma ha sempre un manico corto e tozzo e presenta un pomolo molto elaborato, ricordante in alcuni casi la testa di un uomo con naso, baffi, bocca e, cosa più importante, occhi.

## Mjöllnir nella mitologia norrena

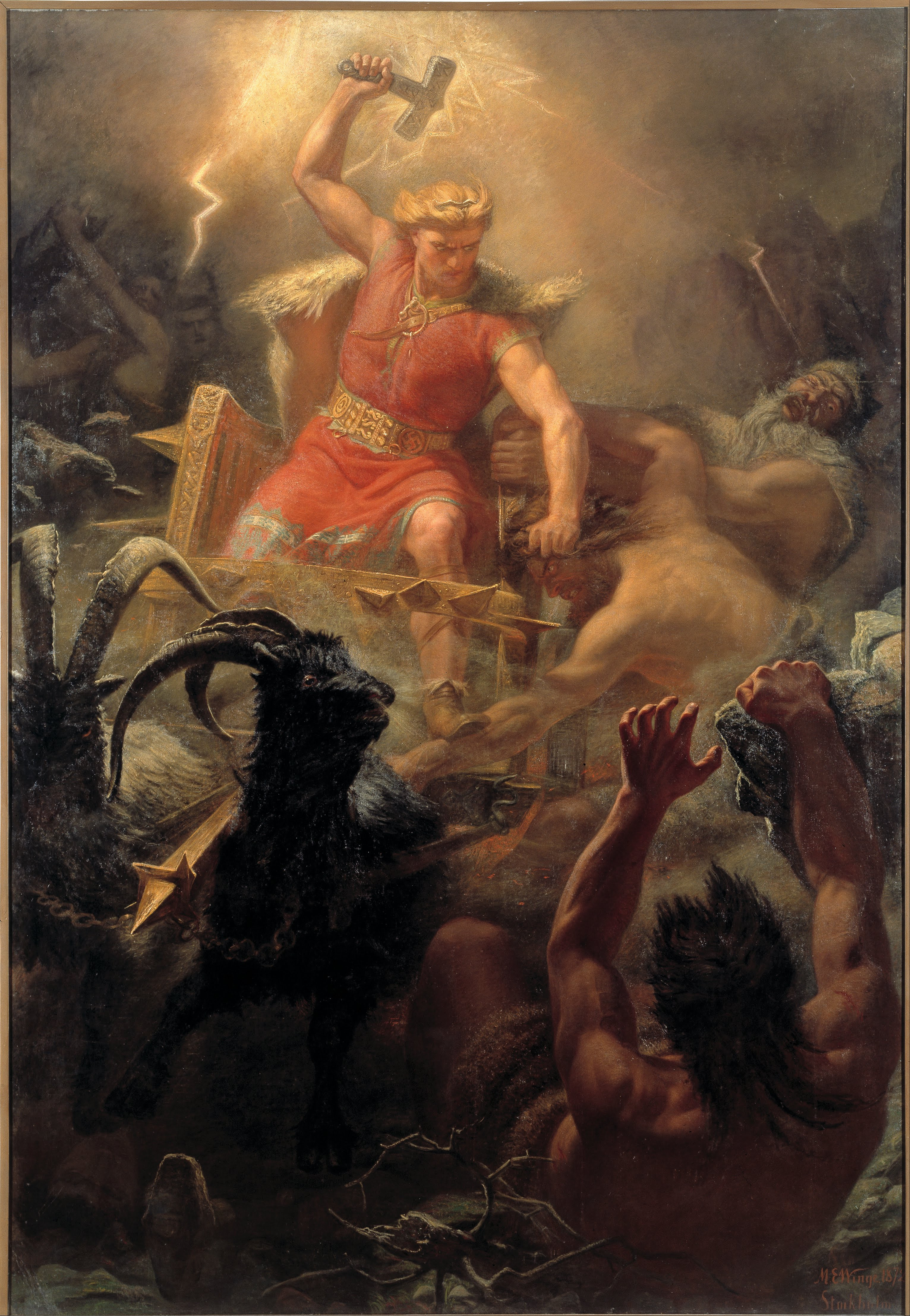
Thor mentre brandisce Mjöllnir (dipinto di Mårten Eskil Winge, 1872)

Il magico martello da guerra Mjollnir venne donato agli Asi dai Nani. Secondo il mito raccontato nel Skáldskaparmál di Snorri Sturluson, il dio Loki aveva fatto una scommessa con il Nano Brokkr sostenendo che suo fratello, il fabbro Sindri, non fosse capace di produrre manufatti prodigiosi quanto quelli prodotti dai Figli di Ivaldi, altra stirpe di Nani noti per l'aver forgiato la magica lancia Gungnir.
I poteri magici di Mjöllnir erano:
- la capacità di frantumare qualsiasi cosa gli si fosse parato davanti;
- la capacità di ritornare nelle mani di colui che lo brandiva, dopo averlo lanciato (una caratteristica, questa, riscontrata anche in un'altra arma magica della tradizione indoeuropea: il Vajra sanscrito);
- la capacità di rimpicciolirsi sino a divenire il monile di una collana comodamente trasportabile sotto alla camicia;

Mjöllnir aveva un'enorme potenzialità distruttiva ed era simbolicamente associato al lampo. Soltanto Thor e suo figlio, Magni, erano in grado di sollevarlo. Il racconto di come Thor venne in possesso di Mjöllnir viene narrato nel poema Þórsdrápa del XII secolo.
Per maneggiare quest'arma formidabile, anche un dio come Thor aveva bisogno di speciali guanti in ferro forgiati dai nani. Inoltre Thor possedeva una speciale cintura magica che raddoppiava la sua potenza divina (ed ergo anche quella di Mjöllnir) quando indossata. L'impatto di Mjöllnir causava potenti rombi di tuono, e dal nome di questa divinità deriva la parola "tuono" in molte lingue germaniche: in norreno, "þórr" significa "tuono" (Donner in tedesco).
Con il suo martello Thor si dedicava alla sua passione preferita: uccidere i giganti. La maggioranza dei miti pervenutici sulle imprese di Thor e iscrizioni su monumenti, indicano che Thor era uno tra gli dei preferiti degli antichi scandinavi.
Nel Trymskvida, la più leggera e divertente avventura di Thor, il gigante Thrym ruba di nascosto Mjöllnir al dio e chiede in cambio la bella Freia.
L'importanza di Mjöllnir, arma a un tempo letale e fruttificante, è tale che i figli di Thor, Móði e Magni, non potranno separarsene. Così, alla morte del padre, perito nel Ragnarǫk insieme alla sua nemesi, il Miðgarðsormr, i due dèi erediteranno il magico martello e lo lasceranno al fianco di Thor quando lui si resusciterà attimi dopo la sua morte. Così Thor potrà avere ancora il suo magico martello Mjollnir.

## Mjöllnir nella cultura vichinga

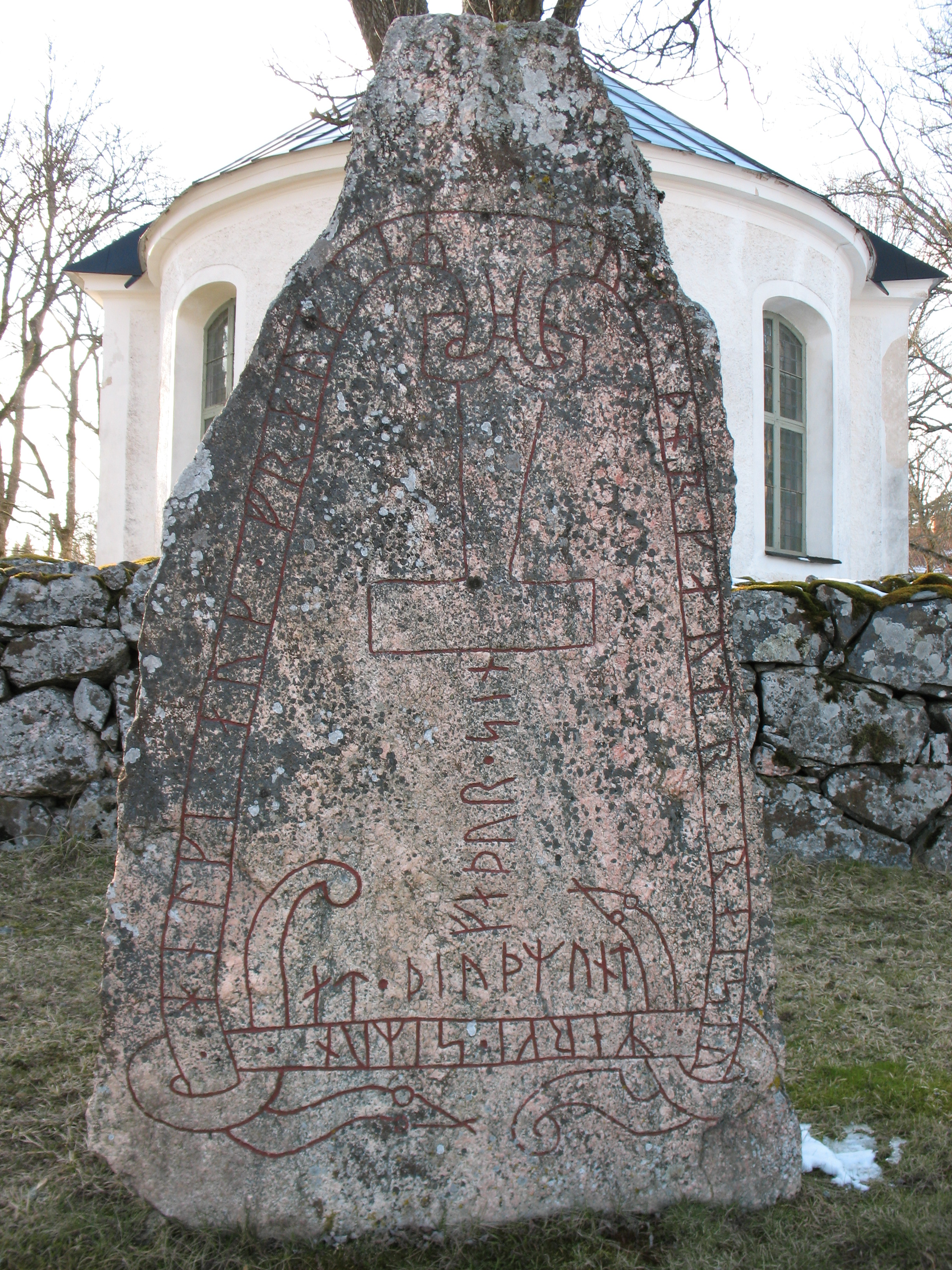
Pietra runica di Stenkvista a Skogstorp (Eskilstuna), nella contea svedese di Södermanland.

Riproduzioni del martello erano molto popolari in Scandinavia e utilizzate nei Blót e in altre cerimonie sacre, ad esempio i matrimoni. Nel 1925, a Gotland, un martello venne posto sul letto degli sposi novelli per portare fertilità alla nuova famiglia. Durante il periodo di conversione al Cristianesimo, fu in competizione con il simbolo della croce e talvolta indossato contemporaneamente ad essa oppure, in certe raffigurazioni, la croce era sovrastata dal martello con i due occhi, diventando in tal modo una sorta di fusione Cristo-Thor (cfr. i monili del Goldschmuck von Hiddensee, risalente al X secolo).
Nella tradizione islandese, l'uso rituale del Martello di Thor era pratica grandemente diffusa: tracciando il segno del Martello si creava un vincolo magico contro i ladri e si segnava il confine tra due proprietà terriere.

### La croce in pietra di Ungava
Nel 1964, l'archeologo Thomas E. Lee rinvenne nel Québec (Canada) una formazione rocciosa artificiale a forma di "T" alta 3,3 metri e pesante 1,8 tonnellate da lui attribuita ai vichinghi. Il "Martello di Thor", come LlLee ribattezzò il monumento, si trova nella penisola di Ungava, lungo le rive del fiume Arnaud, da un tempo precedente l'arrivo in loco degli Inuit. Teorie più recenti vorrebbero il Martello costruito dagli inuit stessi: si tratterebbe di una delle pietre miliari note come inukshuk.

## Mjöllnir nella cultura moderna

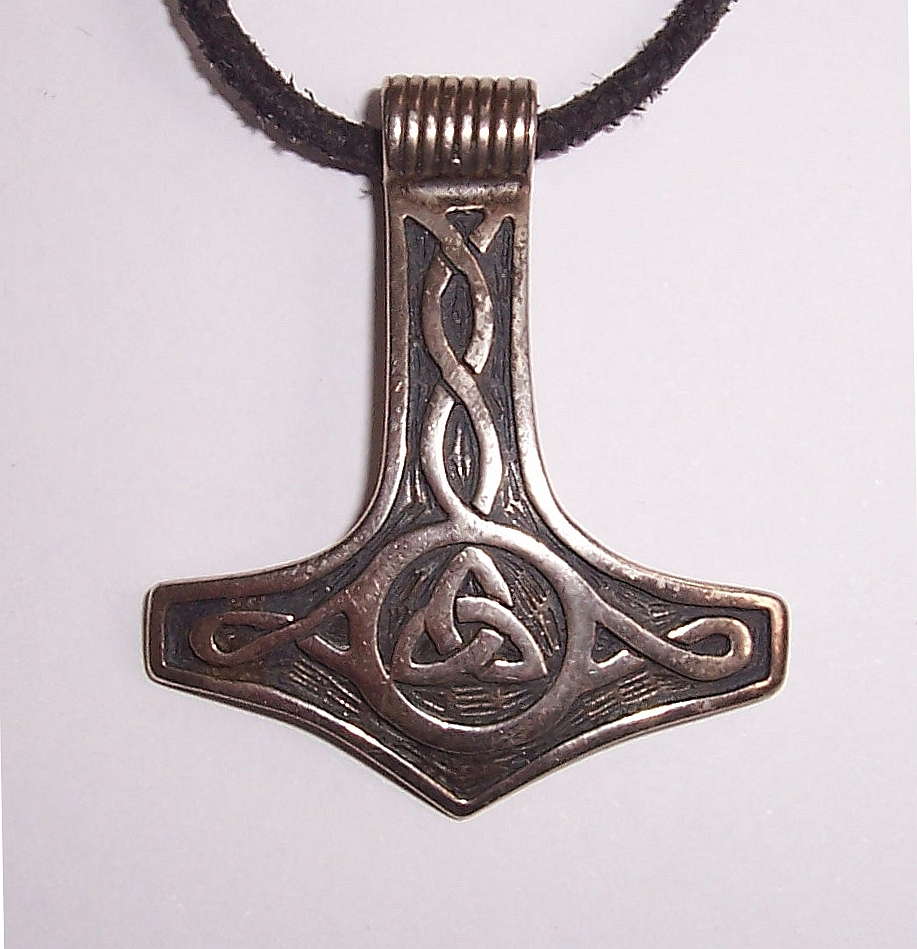
Moderno ciondolo raffigurante il Mjöllnir

La maggior parte degli etenisti germanici, hanno adottato il simbolo del Mjöllnir come simbolo della fede, più comunemente rappresentato come dei ciondoli o altri piccoli gioielli.
Riproduzioni di Mjöllnir sono oggi vendute nelle gioiellerie e indossate da un'utenza variegata: studiosi, cultori o simpatizzanti della mitologia norrena e dell'antica storia scandinava; amanti della musica heavy metal scandinava; accoliti delle religioni eteniste. Infine, Mjöllnir viene adoperato anche da nazionalisti ed estremisti di estrema destra perché assimilabile alla svastica.
Il martello di Thor è indubbiamente uno degli antichi simboli oggi più popolari a livello di massa, fondamentalmente per via del fumetto Marvel di Thor e alle band viking ed epic metal.
Da maggio 2013, il Martello di Thor fa parte all'elenco degli emblemi approvati dal Dipartimento degli Affari dei Veterani degli Stati Uniti d'America per essere apposti sulle lapidi dei veterani (se etenisti).

### Fumetti
Secondo il fumetto Marvel (e poi il film uscito nelle sale italiane nel 2011, Thor) Mjollnir è fatto di un metallo asgardiano chiamato Uru e (come dice Odino) " è stato forgiato nel cuore di una stella morente ". Sempre Odino, quando spogliò Thor dei suoi poteri e lo bandì da Asgard per la sua arroganza, prese in mano il martello e pronunciò questa frase "chiunque impugnerà questo martello, se ne sarà degno, riceverà il potere di Thor". Solo altri due riusciranno a impugnare il mjollnir: Capitan America e un alieno di nome Beta Ray Bill. Nel film Avengers: Age of Ultron anche Visione riesce a brandirlo.
Anche Iron Man riuscì ad impugnare il martello e a trasportarlo, mentre entrambi erano in condizione di imponderabilità, nell'orbita della Terra.
Nell'Universo Ultimate della Marvel, Mjolnir viene immaginato come un ibrido tra un martello da guerra e un'ascia.
Nel manga Soul Eater, il personaggio che rappresenta la Death Schyte dell'Est Europeo si chiama Marie Mjollnir, conosciuta come "la Sbriciolatrice" data la sua immensa forza fisica.
Nella serie di light novel Chūnibyō demo koi ga shitai!, Dekomori Sanae chiama Mighty Mjolnir Maul le sue due code ai capelli appesantite con dei sacchetti di sabbia.

### Musica
La prima apparizione in ambito musicale del Mjollnir è da ricercarsi nella celebre Immigrant Song dei Led Zeppelin (1970), brano che ha tradizionalmente inaugurato il sodalizio tra il rock pesante e temi mitologici dando vita a intere categorizzazioni musicali metal moderne. L'immagine potente ed evocativa del "Martello degli Dei" risultò talmente efficace, all'epoca, da essere immediatamente associata al gruppo (in particolare al suo poderoso batterista, John Bonham) al pari dell'effigie del ben noto dirigibile: "Hammer of the Gods" è anche il titolo della biografia ufficiale della band. Nel 2017 la canzone venne inserita nella colonna sonora del film Thor: Ragnarok.
Nel 1984 i Manowar dedicarono un intero album al Mjöllnir intitolato Sign of the Hammer. Oltre al titolo dell'album anche la copertina inneggia al martello di Thor riproducendolo stilizzato su campo rosso. Il tributo al tonante e alla sua mitica arma continua con la canzone Thor the Powerhead, vero inno Epic Metal a Thor ed alla mitologia Norrena.
Gli Amon Amarth dedicarono al martello di Thor il loro terzo album, The Crusher, e lo nominano nella title track dell'album Twilight of the Thunder God. Inoltre il suo nome è citato anche nel testo del brano Asator, contenuto nell'album With Oden on Our Side.
I Týr hanno inciso nell'album di debutto How Far to Asgaard la canzone Hail to the Hammer ("Onore al Martello") e citano Mjöllnir indirettamente anche in altri brani come The Hammer of Thor ("Il Martello di Thor"), dall'album Ragnarok e nella prima traccia dell'album By the Light of the Northern Star, Hold the Heathen Hammer High ("Brandisci alto il Martello pagano") e chiamandolo, invece, per nome nella stessa title track.
L'album Order of the Black dei Black Label Society raffigura in copertina il martello Mjöllnir con il classico teschio della band.

### Videogiochi
Il Mjöllnir compare in diversi videogiochi:
- in NetHack, Darkstone e Warcraft III: The Frozen Throne;
- la trama del videogame Tomb Raider: Underworld si sviluppa attorno alla ricerca e all'utilizzo del leggendario martello;
- nel MMORPG Dark Age of Camelot appare come reliquia da conquistare nei battleground, che dona a tutti i membri della fazione che lo conquista bonus positivi;
- nell'espansione Scorge of Armagon di Quake, Mjöllnir è quasi riprodotto fedelmente, come un martello da guerra da cui fuoriescono scariche di lampi che colpiscono i nemici più vicini se viene sbattuto in terra;
- nel MMORPG Ragnarok Online, Mjöllnir è un martello leggendario che solo i giocatori di alto livello (98 e 99) possono adoperare;
- nel gioco online RuneScape esistono tre Mjöllnir, uno per ogni dio, rappresentati sotto forma di lance e con in cima il simbolo del rispettivo dio;
- nella sound novel Umineko no naku koro ni la strega Virgilia maneggia un martello denominato Mjolnir capace di scatenare tempeste semplicemente roteandolo;
- nel videogioco Dota 2, il martello è un oggetto utilizzabile dagli eroi;
- nel videogioco God of War il martello compare più volte rappresentato come statua o su pitture rupestri, e alla fine del gioco sotto il mantello di Thor;
- nel videogioco God of War Ragnarök il martello è l'arma utilizzata da Thor per combattere;
- nel videogioco Apsulov: End of Gods, Mjöllnir appare come fonte di energia della struttura nella quale il gioco è ambientato;
- in Assassin’s Creed: Valhalla è possibile trovare ed equipaggiare il martello leggendario dopo aver completato la storia principale e aver distrutto l'Ordine degli antichi. Insieme al martello è possibile equipaggiare anche l'armatura di Thor.

### Fonti
- Neckel, G. [a cura di]; Kuhn, H. [ed.] (1962), Edda. Die Lieber des Codex Regius, v. I.
- Sturluson, Snorri; Jónsson, F. [ed.] (1931), Edda Snorra Sturlusonar udgivet efter handskrifterne af kommissionen for det arnanmagnæanske legat, København.

### Studi
- AA.VV. (1978), Bulfinch's Mythology, New York, Avenel.
- Baker, Alan (2004), The Viking, New Jersey, John Wiley & Sons.
- Campbell, Joseph (1964), The Masks of God: Occidental Mythology, New York, Penguin.
- Chiesa Isnardi, Gianna (1997), I miti nordici, Milano, Longanesi & C., ISBN 88-304-1031-4.
- Davis, Kenneth (2005), Don't Know Much About Mythology, New York, Harper Collins.
- DuBois, Thomas A. (1999), Nordic Religions in the Viking Age, Philadelphia, University of Pennsylvania Press.
- Hamilton, Edith (1942), Mythology, Boston, Little Brown & Company.
- Munch, Peter Andreus (1970), Norse Mythology: Legends of Gods and Heroes, New York, AMS Press.
- Orchard, Andy (2002), Norse Myth and Legend, Londra, Cassell.
- Staecker, Jörn (1999), Rex regum et dominus dominorum. Die wikingerzeitlichen Kreuz- und Kruzifixanhänger als Ausdruck der Mission in Altdänemark und Schweden, Stoccolma, Almqvist & Wiksell International.
- Turville-Petre, E.O.G. (1964), Myth and Religion of the North: The Religion of Ancient Scandinavia, Londra, Weidenfeld and Nicolson.
- Wamers, Egon (1977), Hammer und Kreuz. Typologische Aspekte einer nordeuropäischen Amulettsitte aus der Zeit des Glaubenswechsels, in Müller-Wille, Michael [a cura di] (1997), Rom und Byzanz im Norden. Mission und Glaubenswechsel im Ostseeraum während des 8.–14. Jahrhunderts, Stuttgart, Steiner, ISBN 3-515-07124-5, v. I, pp. 83–107.